# Апостольский викариат Напо
Апостольский викариат Напо (лат.  Apostolicus Vicariatus Napensis) — апостольский викариат Римско-католической церкви с центром в городе Тена в Эквадоре.

## Территория
Апостольский викариат включает в себя территорию провинции Напо в Эквадоре. Кафедральный собор Святого Иосифа находится в городе Тена. Территория викариата разделена на 20 прихода. Служат 26 священников (10 приходских и 16 монашествующих), 20 монахов, 55 монахинь.

## История
Апостольский викариат Напо был основан 7 февраля 1871 года римским папой Пием IX на части территории архиепархии Кито. На части территории апостольского викариата были созданы: 4 октября 1886 года апостольская префектура Канелос и Макас (ныне апостольский викариат Пуйо), 17 февраля 1893 года апостольский викариат Мендеса и Гуалакисы (ныне апостольский викариат Мендеса) и апостольский викариат Саморы (ныне апостольский викариат Самора-эн-Эквадора), 16 апреля 1924 года апостольская префектура Сан-Мигель-де-Сукумбиоса (ныне апостольский викариат Сан-Мигель-де-Сукумбиоса), 16 ноября 1953 апостольская префектура Агуарико (ныне апостольский викариат Агуарико).

## Ординарии
- Андрес Хусто Перес, S.I. (7.02.1871 — 1880, в отставке);
- Гаспар Товиа, S.J. (1880 — 1895, в отставке);
  - Sede vacante (1895-1931)
- Эмилио Чекко, C.S.I. (4.5.1931 — 1938, в отставке);
- Джорджо Росси, C.S.I. (23.5.1938 — 22.1.1941);
- Максимилиано Спиллер, C.S.I. (12.11.1941 — 27.4.1978);
- Хулио Паризе-Лоро, C.S.I. (27.4.1978 — 2.8.1996);
- Паоло Мьетто[итал.], C.S.I. (2.8.1996 — 11.6.2010);
- Кельмо Лассари, C.S.I. (11.6.2010 — 21.11.2013), назначен главой апостольского викариата Сан-Мигель-де-Сукумбиоса;
- Аделио Пасквалотто, C.S.I. (12.12.2014 — по настоящее время).